# 金亚妮案
金亚妮案，又称金亚妮诉昌黎计生委案。事发于中国河北省昌黎县，2000年9月7日杨忠臣与金亚妮夫妇因无“准生证”，被当地计划生育委员会带去将怀有九个月的胎儿强制引产。由于计划生育是中华人民共和国的基本国策，法院受理计划生育案非常罕见，因此该案也被称为“中国计划生育第一案”。

## 案件
河北省昌黎县的杨忠臣与金亚妮夫妇于2000年5月5日结婚，结婚时金亚妮已经怀有身孕四个月。8月15日，杨忠臣请求昌黎县安山镇计生办主任邸卫军办理“准生证”，金这时已妊娠八个月。邸卫军同意补办准生证，但需要交罚款，杨忠臣表示同意这一要求。
2000年9月7日晚，当地计划生育委员会干部带领工作人员突然上门，当时杨忠臣不在家，金亚妮被强行带至昌黎县计划生育技术服务站进行引产手术。当时金亚妮已经怀胎九个月，属于临产期，胎儿已经成型，金亚妮被注射引产针后胎儿死亡但体积过大，两天内不能自行从体内流出，医生便将产钳探入金亚妮体内，将胎儿头部绞碎后取出。金亚妮身体由此受到巨大创伤，并被诊断患有“继发不孕”。。

## 案件审理
2007年1月16日，杨忠臣、金亚妮夫妇向昌黎县法院提起了行政诉讼，法院当日受理。2月9日和4月20日两次开庭审理。5月18日，法院作出一审判决，驳回了原告杨忠臣金亚妮夫妇的赔偿请求。 